# Hahncappsia ramsdenalis
Hahncappsia ramsdenalis là một loài bướm đêm trong họ Crambidae.